# レムデシビル

活性本体GS-441524の構造式

レムデシビル（英: Remdesivir、中: 瑞德西韦、開発コード：GS-5734、商品名：ベクルリー（Veklury））は、新規ヌクレオチドアナログのプロドラッグで、抗ウイルス薬。ギリアド・サイエンシズが開発し、エボラ出血熱及びマールブルグウイルス感染症の治療薬としてだけでなく、一本鎖RNAウイルス（RSウイルス、フニンウイルス、ラッサ熱ウイルス、ニパウイルス、ヘンドラウイルス、MERSおよびSARSウイルスを含むコロナウイルス）に対して抗ウイルス活性を示すことが見出された。
追跡調査により、SARSコロナウイルス2（SARS-CoV-2、2019-nCoV）を含む複数のコロナウイルスおよびニパウイルスとヘンドラウイルス感染症での抗ウイルス活性が明らかとなった。
GS-441524のモノホスホロアミダートプロドラッグ (monophosphoramidate prodrug) である。

## 背景
2015年10月9日、アメリカ陸軍感染症医学研究所（USAMRIID）は、化合物GS-5734がアカゲザルのエボラウイルスを抑制したという、前臨床結果を発表した。西アフリカエボラウイルスの流行は、2013年から2016年まで続いた。
2007年からUSAMRIIDの主任研究員を務めている、Travis Warren は「この研究はUSAMRIIDとギリアド・サイエンシズとの継続的な協力関係の結果である」と述べている。望ましい抗ウイルス活性を持つ分子を見つけるための「ギリアド・サイエンシズの化合物ライブラリー」を用いた「初期スクリーニング」は、アメリカ疾病予防管理センター（CDC）の科学者によって行われた。
その研究の結果、GS-5734は「潜在的な治療薬としての開発を継続するべきである」と推奨され、2015年10月7日から11日までサンディエゴ・コンベンションセンター（英語: San Diego Convention Center）で開催されたアメリカ感染症学会（英語: Infectious Diseases Society of America）（IDSA）の年次IDWeek会議で発表された。
エボラ研究はアメリカ合衆国国防総省の組織内で、バイオセーフティレベルが最大4である最高度封じ込め施設である、USAMRIID研究所で実施された。この研究は、アメリカ国防脅威削減局および国防総省の医療対策システム合同プロジェクト管理室からの資金提供を受けている。

## 効果
研究室レベル（Laboratory tests）では、レムデシビルがSARS-CoVやMERS-CoVを含む広範囲のウイルスに対して効果的であることが示唆されている。この薬は、2013年から2016年の西アフリカエボラウイルスの流行での感染を治療するために推進された。安全であることは判明したが、エボラウイルス属に対してはあまり効果的ではなかった。

### エボラウイルス
レムデシビルは、2013年から2016年の西アフリカエボラウイルスの流行のために臨床試験を急速に進められ、当時はまだ初期の開発段階にもかかわらず、少なくとも1人のヒト患者に投与された。予備的な結果は有望であり、2018年に始まったコンゴ民主共和国北キブ州でのエボラ出血熱流行の緊急事態の中で、病院での治験と共に、2019年8月まで使用された。コンゴの保健当局によると、モノクローナル抗体治療（mAb114やREGN-EB3など）に比べてその有効性は有意に低かった。しかし、この試験投与によって安全性プロファイルが確立された。

### その他のウイルス
レムデシビルの活性型であるGS-441524は、ネココロナウイルスの治療に有望である。

## 研究事例

### 2019新型コロナウイルスへの適用
2020年5月1日、アメリカ合衆国でコンパッショネート使用を認めた新薬であり、日本では「特例承認制度」を用いて、2020年5月7日に正式に新型コロナウイルス感染症 (COVID-19) への治療薬として、世界で初めて承認された。点滴静脈注射により最長10日間投与する。
2019新型コロナウイルス(SARS-CoV-2) によって引き起こされた新型コロナウイルス感染症の流行に対応して、ギリアド社は、中国の医療機関と協力してその効果を研究するために「少数の患者」にレムデシビルを提供した。ギリアドは、新型コロナウイルス感染症に対するレムデシビルの臨床検査も開始した。ギリアドは、レムデシビルがSARSおよびMERSに動物実験で「有効であることが示された (shown to be active)」と述べた。
2020年1月下旬、新型コロナウイルスに感染していることが確認された最初の米国の患者に、未承認薬のコンパッショネート使用として、投与された。肺炎に進行した後での投与だったが、患者の状態は翌日劇的に改善し、最終的に退院した。ただし、この急速な回復が薬物の効果によるものであるかどうかを明確に証明することはできない。
1月下旬、中国の医学研究者は、30の薬剤候補の選択を考慮した探索的研究で、そのうちの3つ、レムデシビル、クロロキン、ロピナビル/リトナビルを、細胞レベルで新型コロナウイルスに対し「かなり良い抑制効果がある (fairly good inhibitory effects)」と報道機関に対し発表した。
2月4日にネイチャーの姉妹誌であるCell Researchに、中国科学院武漢ウイルス研究所などの研究グループが発表したレター (速報論文) によれば、in vitro (試験管内) の環境下で、アフリカミドリザル起源の標準細胞 Vero E6細胞を用いて、レムデシビルを含む7種類の物質の新型コロナウイルスに対する抗ウイルス効果を、50%効果濃度 (EC50値) を基準として評価する試験を行ったところ、レムデシビルのEC50値は 0.77 μM (μmol/L) であり、試された7つの物質のうちでは、最も高い効果を示していた。
2月6日、中国でレムデシビルの臨床試験が開始された。
2月15日付けの科技日报（発行：中華人民共和国科学技術部）は、上記の in vitro 試験の結果に基づいて、レムデシビル以外にも、ファビピラビル、クロロキンの臨床試験を開始したと発表した。
3月12日に、米国の複数の研究者で構成する横断的な研究チームである”The COVID-19 Investigation Team”が、medRxiVプレプリントサーバ上に投稿した未査読論文によれば、1月20日から2月5日にかけて、アメリカ疾病予防管理センター (CDC) により新型コロナウイルスへの感染が確定した、米国における最初の12人の患者について、彼らは情報収集を行ったところ、12人の患者のうちの7人が入院治療を受け、さらにこの内の3人に対してレムデシビルが投与されていた。研究チームは、レムデシビルの投与はコントロールされたランダム対照試験のもとで行われたものではないので、その治療効果については評価できないとしている。レムデシビルの副作用については、これを投与された3人の患者を含む、治療を受けた7人の患者全てで、肝臓の損傷を示すアミノ基転移酵素（アミノトランスファーゼ、ASTおよびALT）の血中濃度の上昇が見られたが、これとレムデシビルの因果関係については結論を述べていない（グラフから見て、因果関係がありそうなのは3人中1人のみ）。3月14日付けの、米国の投資情報会社 The Motley Fool の調査員 Cory Renauer のレポートによれば、この未査読論文で言及されている、肝臓の酵素の血中濃度の上昇が、もしレムデシビルの副作用であるのなら、レムデシビルの息の根を止めかねないほど重大な問題であるとしている。ただし、Renauer によれば、この臨床試験においては、レムデシビル投与群とそれ以外の患者群は完全にランダムに配分された訳ではないので、レムデシビルの副作用と判断するのは時期尚早であるとも述べている。
4月10日、医学雑誌ニューイングランド・ジャーナル・オブ・メディシン (NEJM) に発表された、ギリアド社が資金提供しレムデシビルの臨床研究を実施した、各国の研究者が連名で著した論文”Compassionate Use of Remdesivir for Patients with Severe Covid-19”によれば、レムデシビルの重症のコロナ肺炎患者へのコンパッショネート・ユースでの臨床試験のデータを集計したところ、53人の患者の内、36人 (64%) の患者で呼吸機能に改善が見られたとしている。53人の重症患者のうち、体外式膜型人工肺 (ECMO) または陰圧式人工呼吸器使用者が34人、それ以外が19人であった。用法・用例の標準としては、点滴静脈注射により、初日200mg、それ以降1日100mg、10日間投与であった。改善についての所見は呼吸機能のみに着目したものであり、胸部X線影像の改善、PCR陰転化などについては触れられていない。この臨床試験はあくまでコンパッショネート・ユースであり、二重盲検法でランダムに投与群と対照群 (プラシーボを投与する) を設定する厳格な対照試験ではないが、現在数カ国でこのような対照試験を実施中であり、近々さらに厳格な証拠が与えられるであろうとの言及がある。3月12日発表の論文(前述)でも言及されていた、肝臓の損傷を示す肝酵素 (ALT、AST) の血中濃度の上昇は、今回の調査対象でも、53人中12人 (23%) の患者で認められた。これを含め、何らかの副作用が認められた患者は、53人中32人 (60%) であった。
4月23日の、米国の医学情報報道サイト STAT の報道によれば、ギリアド社が中国で実施していた、レムデシビルの無作為抽出による初期臨床試験の報告書の草稿が、誤って世界保健機関 (WHO) のウェブサイト上に掲載され、すぐに削除されたが、STATのスタッフは掲載に気づいて画像を保存していた。この草稿によれば、コロナ肺炎患者237人のうち、158人をレムデシビル投与群とし、79人を対照群 (プラシーボを投与) として試験を実施したところ、死亡率はレムデシビル投与群が13.9%、対照群が12.8%であり、有意な差は見られなかったと報告している。同日、フィナンシャル・タイムズは、削除された草案の内容からレムデシビルの初期臨床試験が失敗に終わったと報じると、製造メーカーであるギリアドの株価は約6％下落。ギリアド側は、被験者が少なく打ち切られた治験に基づく草案であり、結果は確定的ではないと反論した。
4月30日にギリアド社はプレスリリースにて、レムデシビルの有用性を報告した。ACTT-1試験において、レムデシビルはプラセボと比較して回復までの期間を短縮させ（11日 vs 15日）、また14日目時点での死亡率を改善させる傾向にあった（7.1% vs 11.9%）。またSIMPLE試験においてレムデシビルの5日間投与と10日間投与が比較され、有効性に有意差は認めなかった。
5月12日に、日本での医療現場への供給が開始したことが加藤勝信厚生労働大臣により発表された。
6月29日、ギリアド社は、公的保険を持つ先進国政府向けの価格を患者1人あたり2340ドル（約25万円）に設定すると発表した。1本当たりの薬価は390ドルで、標準的な治療では5日間で6本投与される。米国ではこの価格設定は比較的割安と評価された。Vekluryの特許出願では、100 mgのレムデシビルに加えて、Ligand Pharmaceuticals（米国、サンディエゴ）またはCycloLab Cyclodextrin R＆D Laboratory Ltd.（ブダペスト、ハンガリー）が製造したスルホブチルエーテル-β-シクロデキストリン（商品名：CaptisolまたはDexolve）が可溶化剤として、3.0ｇあるいは6.0ｇ使用されている。
10月17日、WHOは大規模な治験の結果、レムデシビルが新型コロナウイルスに効果がなかったとの暫定的な研究結果を発表し、11月20日、副作用や医療現場への負担の懸念から新型コロナウイルス患者に対して使用しないことを勧告した。厚生労働省は、現時点で特例承認の取り消しを考えておらず、厚労省の「診療の手引き」によると、原則として重症患者に投与するとされていて、手引きの改訂時に、WHOが今回示したデータの追加などを検討する。
12月10日、元ニューヨーク市長のジュリアーニ弁護士は当該ウイルスに罹患したが、レムデシビルで緩解したと発表し、職務に復帰した。

## 作用機序
レムデシビルは体内で代謝を受けてその活性型GS-441524三リン酸に変わる。GS-441524三リン酸は、ウイルスのRNAポリメラーゼを混乱させて、ウイルスエキソヌクレアーゼ (ExoN) googによる校正（正しい塩基配列に修正すること）を邪魔するアデノシンヌクレオチドアナログ（核酸分子アデノシンの類似物）であり、ウイルスRNA産生の減少を引き起こす。RNA鎖の合成を終わらせるのか、突然変異を引き起こすのかは不明である。
部分耐性を引き起こすマウス肝炎ウイルスRNAレプリカーゼの変異は2018年に確認された。これらの変異をしたウィルスは、薬剤のない自然な環境においては生活力が弱まって生き残れなくなるであろうと研究者は考えている。